# Laja (roca)

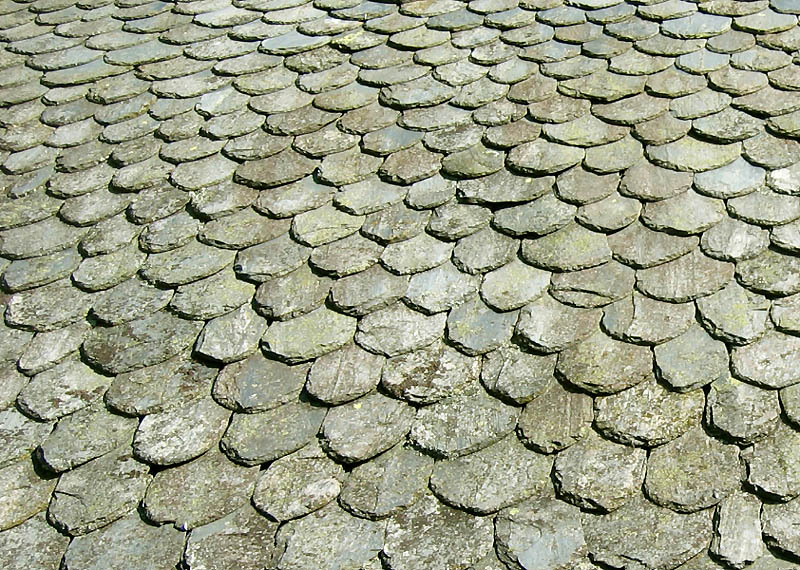
Tejado de piedra laja

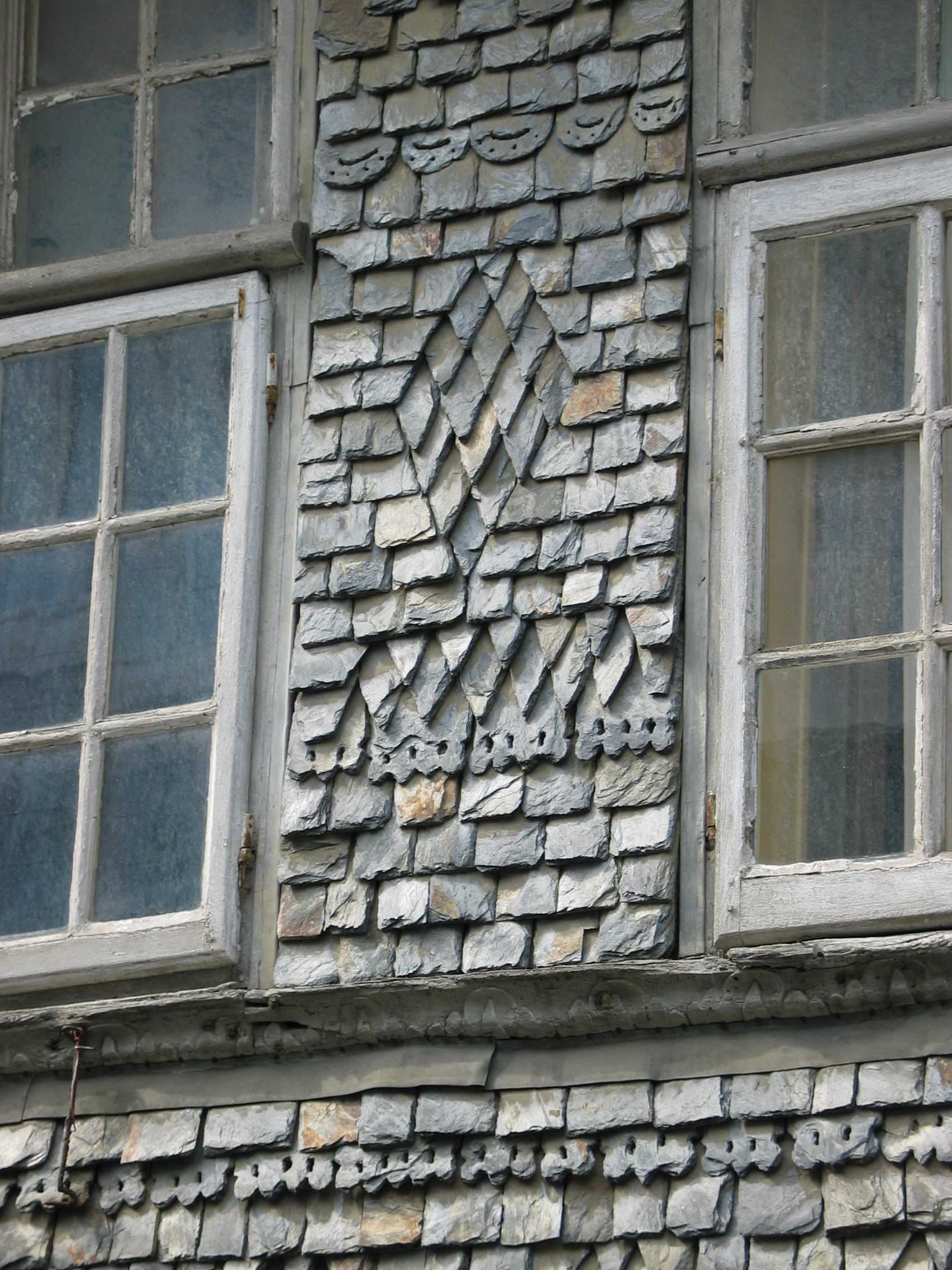
Lajas en recubrimiento de una fachada de una casa de Lannion (Côtes-d'Armor, Francia)

Laja o piedra laja, en general, es una roca plana, lisa y poco gruesa.
La laja de esquisto o de caliza relativamente dura se utiliza para los tejados de las casas, principalmente en localidades de montaña, así como en algunos enlosados. La teja de arenisca micácea procede generalmente de lajares (canteras) o pedreros naturales. Es más gruesa que la pizarra. Algunos especialistas nombran la teja de arenisca micácea como fonolito, debido al sonido de campana que emite si se golpea sobre ella. 
Hay algunas de origen volcánico que pertenecen al grupo de las andesitas, rocas características de la Cordillera de los Andes. Algunas tienen aparición de óxidos de manganeso, hierro y otros minerales, que les brindan un color azul metálico, rojo, negro y verde sobre un cuerpo generalmente gris.

## Geografía
En Francia, los tejados de arenisca micácea son tradicionales en los Alpes, el Macizo Central (en particular en Lozère), Córcega, el norte de la península de Cotentin y el Périgord. 
En España, son conocidos los pueblos de la llamada arquitectura negra, de Guadalajara, en los que se utilizan las lajas en los tejados (en este caso principalmente de pizarra) y piedras más gruesas en las estructuras de las casas. También se usan en Las Alpujarras de Granada, Las Hurdes, en las poblaciones de los Pirineos y en numerosos pueblos de montaña de Galicia. 

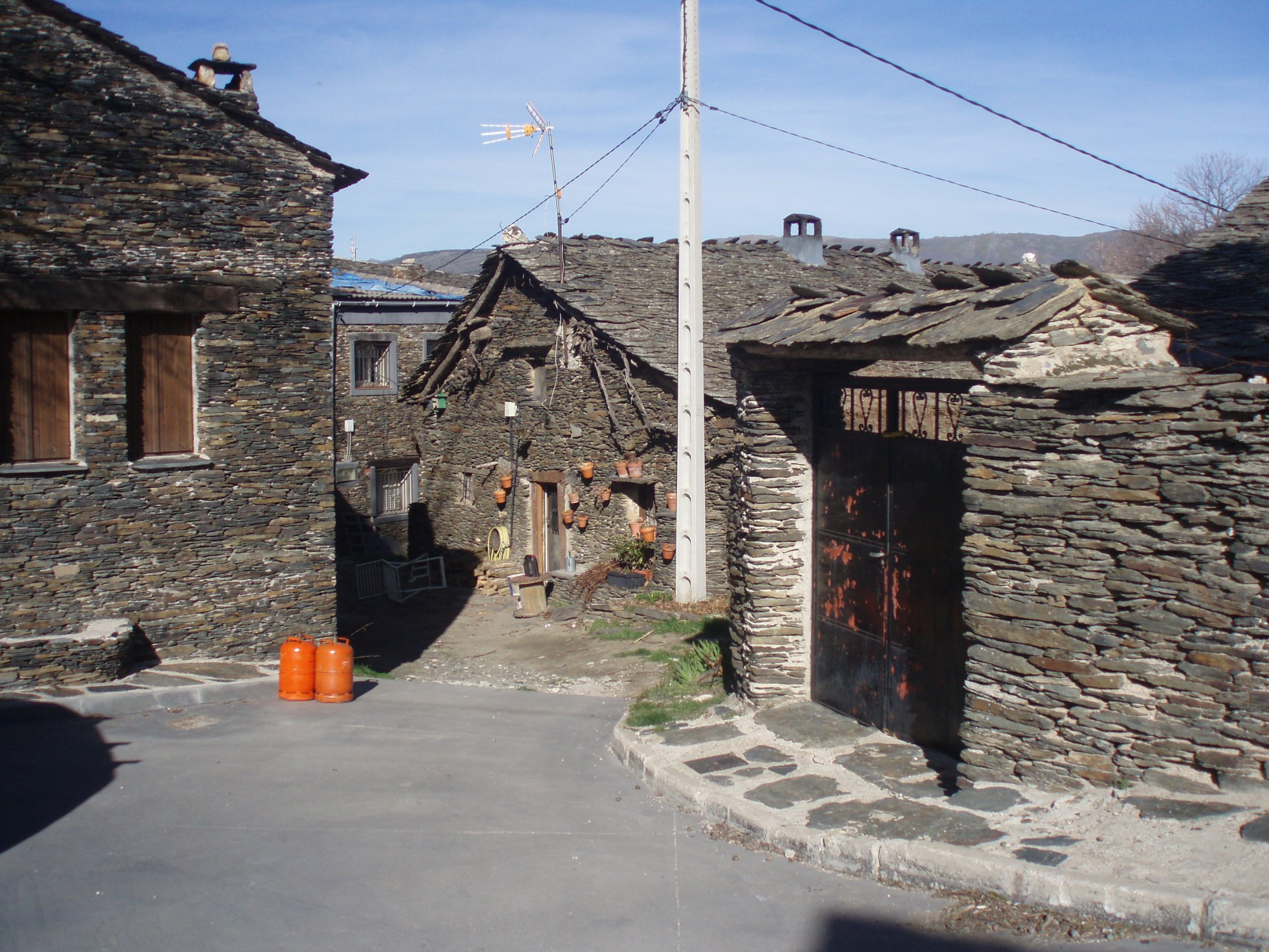
Arquitectura negra de Majaelrayo (Provincia de Guadalajara, España)

## Inconvenientes

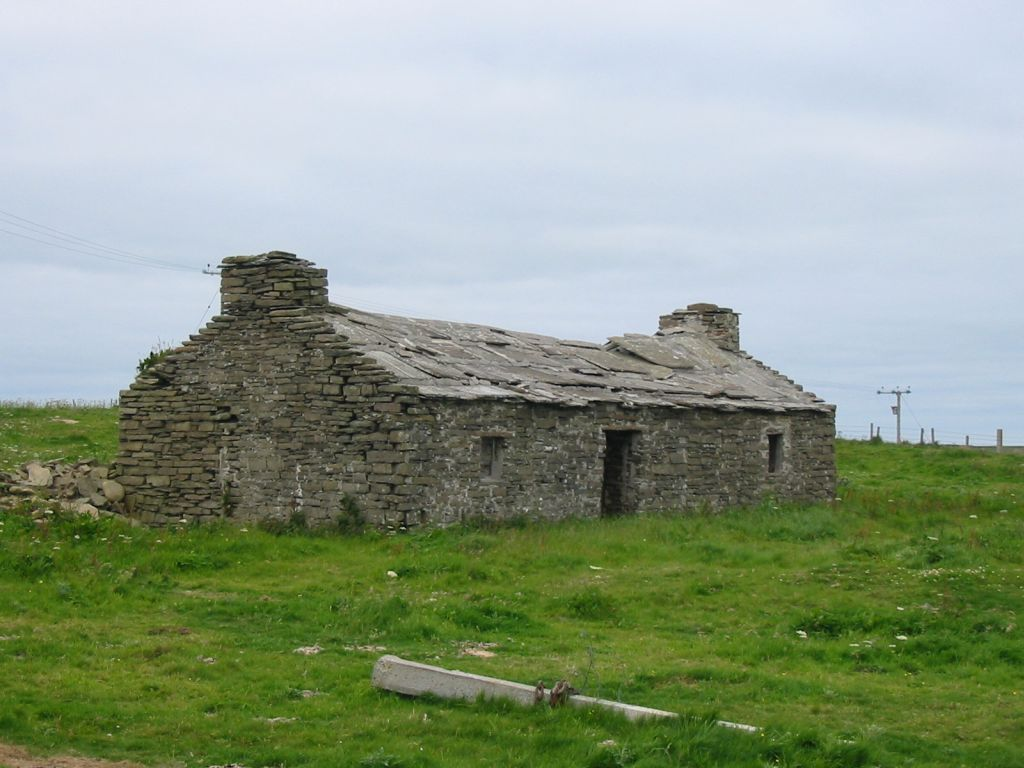
Una casa en las Orcadas con tejado de laja

La teja de arenisca micácea constituye un material de cobertura pesado. Solo podría, pues, cubrir una estructura gruesa, muy sólida, con el fin de soportar su peso. En Saboya, la madera elegida era de árboles resinosos, sobre todo picea debido a su flexibilidad. El alerce, sin embargo, más sólido y más resistente a los mohos y a los insectos, se empleaba menos, ya que es menos flexible y más quebradizo. En Córcega, es el castaño la madera que se impone por su robustez. 
En las construcciones modernas, la teja de arenisca micácea se hace más rara a causa de su precio, más elevado que en cualquier otra forma de cobertura, como la pizarra o la teja. Además, como es un material difícil de trabajar y raro, casi todas las lajerías francesas han cerrado (véase Sainte-Croix-à-Lauze). Las tejas de arenisca micácea extraídas de las canteras en explotación son insuficientes (Montdardier en el Gard para la teja de arenisca micácea calcárea), y actualmente es necesario importarlas de Noruega, Italia o China. 
La teja de arenisca micácea sigue siendo, sin embargo, tradicional sobre numerosos chalets saboyanos y suizos, aunque tiende a ser sustituida por chapas de cinc pintadas. En Córcega se utiliza también abundantemente la teja de arenisca micácea. Algunos municipios la llegan a imponer en las construcciones en su plan de uso de los suelos. Antes, las tejas de arenisca micácea por sí solas garantizaban la estanqueidad; actualmente se coloca una primera estanqueidad en hoja de elastómero sobre un entarimado y se ponen las tejas de arenisca micácea sobre un segundo entarimado que se basa en la estanqueidad por intermediación de calzos. 
Existen tejas elaboradas con cemento que imitan las tejas de arenisca micácea.